# レナータ・バカ
レナータ・イビナリアガ・バカ(Renata Ibinarriaga Vaca,1999年3月26日 -)は、メキシコとニカラグアの女優、歌手。

## 来歴
ニカラグア人の母マリア・フェルナンダ・バカ・ヒメネスと、メキシコ人の父フランシスコ・サルバドール・イビナリアガ・パディージャの娘として  、メキシコシティ・トラルパンで生まれた。

## キャリア
バカは、2018年に『Lady Rancho』で映画デビュー。その後、映画『Clases de Historia』（2018）、『Bonded』（2020）、テレノベラ『La reina soy yo』（2019）、『Rosario Tijeras』（2019）に出演。2022年には、2023年9月公開の映画『ソウシリーズ』第10弾『ソウX』のキャストに加わった。
その後の作品は、映画『City of Dreams』（2024年）と、同名のドキュメンタリーを基にしたApple TV+のシリーズ『ミッドナイト・ファミリー 〜真夜中の救急隊〜』（2025年）などがある。
2025年に公開されたディズニー映画『白雪姫』は、原作で「雪のように白い肌」とされている白雪姫役にラテン系のレイチェル・ゼグラーが起用され物議を醸したが、この白雪姫役の最終候補にバカも挙がっていたとされる。オーディションは「あらゆる者に開かれている」とされていたようだが、二人ともラテン系であることなどから、新しい白雪姫は有色人種にしようという考えがあったようである。

## 出演作品

### 映画
| 公開年 | 邦題 原題          | 役名       | 備考     |
| ------ | ------------------ | ---------- | -------- |
| 2016   | Juego de héroes    | Maro       |          |
| 2017   | Timeless           | Jimena     | 短編映画 |
| 2017   | Uber Love          | Reny       | 短編映画 |
| 2018   | Lady Rancho        | Beatriz    |          |
| 2018   | Clases de historia | Eva        |          |
| 2021   | ¡Remedios!         | Remedios   | 短編映画 |
| 2021   | El comediante      | Dayana     |          |
| 2022   | Háblame de ti      | Vanessa    |          |
| 2022   | Delfino's Journey  | Teresa     |          |
| 2023   | ソウX Saw X        | ガブリエラ |          |
| 2024   | City Of Dreams     | Helena     |          |

### テレビ
| 放映年 | 邦題 原題                                                      | 役名               | 備考         |
| ------ | -------------------------------------------------------------- | ------------------ | ------------ |
| 2019   | Rosario Tijeras                                                | Julieth            | 58エピソード |
| 2019   | La reina soy yo                                                | Yameli Montoya     | 14エピソード |
| 2022   | ペダル・トゥ・メタル Dale Gas                                  | アビゲイル         |              |
| 2024   | ミッドナイト・ファミリー 〜真夜中の救急隊〜 Midnight Family[8] | マリガビー・タマヨ | 10エピソード |

### ミュージック・ビデオ
| 公開年 | タイトル  | 役名    | アーティスト              |
| ------ | --------- | ------- | ------------------------- |
| 2019   | Un Ratito | Android | Alex Soto feat. Cecy Leos |